# Gasteropelècids

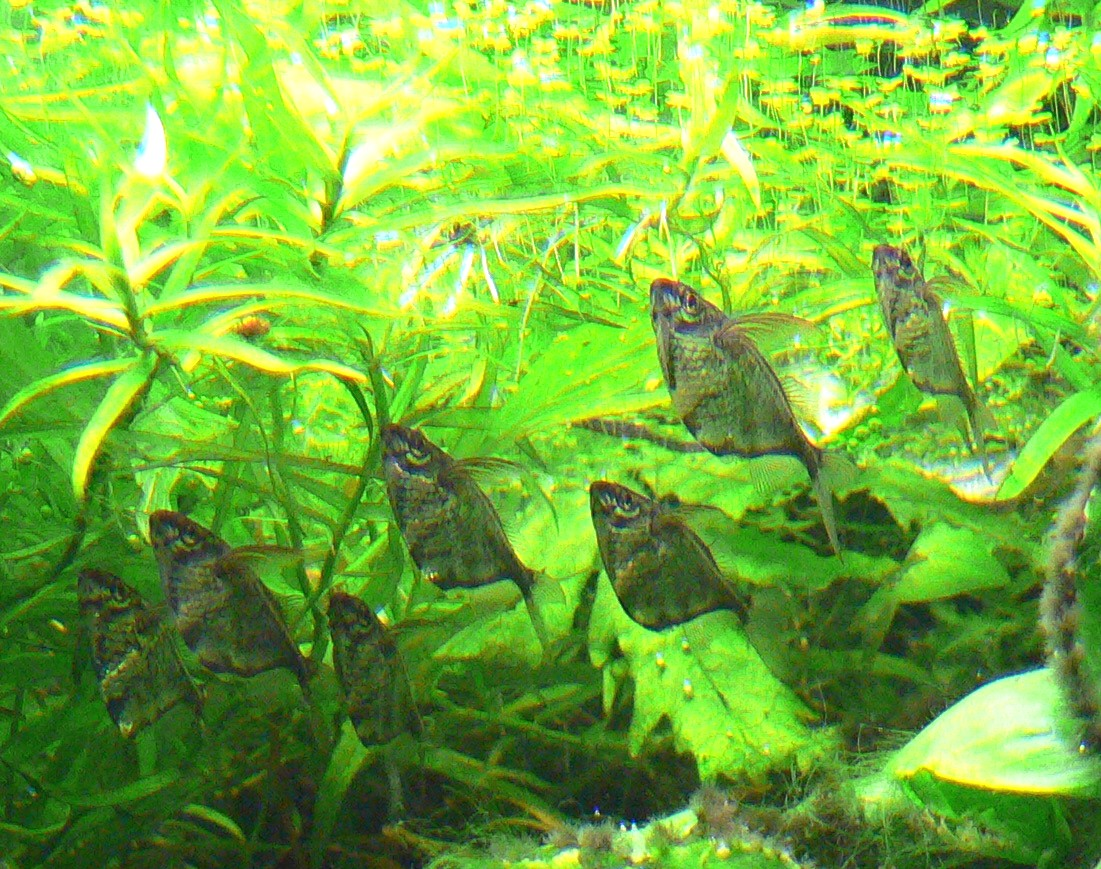
Carnegiella strigata

Els gasteropelècids (Gasteropelecidae) són una família de peixos teleostis actinopterigis d'aigua dolça i de l'ordre dels caraciformes.

## Etimologia
Dels mots grecs gaster (estómac) i pelekis (destral).

## Descripció
Cos i cap força comprimits. El cos, alt i aixafat, recorda la forma d'una destral. Dors gairebé recte i ventre amb forma de quilla. Musculatura pectoral molt desenvolupada. Línia lateral curta. 5 radis branquiòstegs. Os postemporal i supracleitrum fusionats en un sol os. Os frontal longitudinalment corrugat. 1 única aleta dorsal, de base curta i amb 8-17 radis. Aleta anal més allargada que la dorsal i amb 22-24 radis. Aletes pectorals allargades i pelvianes molt petites. Aleta caudal bifurcada. Aleta adiposa en les espècies més grosses, però absent en les més petites.

## Distribució geogràfica i hàbitat
Es troba a Panamà (1 única espècie: Gasteropelecus maculatus) i a tot Sud-amèrica (llevat de Xile) fins al delta del riu Paranà, incloent-hi Colòmbia, l'Equador, el Perú, Bolívia, Veneçuela, Guyana, la Guaiana Francesa, Surinam, el Brasil, Uruguai, el Paraguai, l'Argentina i les conques dels rius Coppename, Sinnamary, Magdalena, Negro, Araguaia, Orinoco, Amazones, Caquetá, Madeira, Uruguai i Paraguai. Les espècies dels gèneres Gasteropelecus i Thoracocharax es troben a les aigües obertes de rius, rierols i llacs més grans, mentre que les del gènere Carnegiella són pròpies de petits rierols.

## Gèneres i espècies
- Carnegiella (Eigenmann, 1909)[53]
  - Carnegiella marthae (Myers, 1927)[54]
  - Carnegiella myersi (Fernández-Yépez, 1950)[55]
  - Carnegiella schereri (Fernández-Yépez, 1950)[55]
  - Carnegiella strigata (Günther, 1864)[56]
- Gasteropelecus (Scopoli, 1777)[57]
  - Gasteropelecus levis (Eigenmann, 1909)[53]
  - Gasteropelecus maculatus (Steindachner, 1879)[58]
  - Gasteropelecus sternicla (Linnaeus, 1758)[59]
- Thoracocharax (Fowler, 1907)[60]
  - Thoracocharax securis (De Filippi, 1853)[61]
  - Thoracocharax stellatus (Kner, 1858)[62][63][64][65][66][67][68]

## Observacions
Formen part del comerç de peixos d'aquari, són capaços d'efectuar salts d'alguns metres fora de l'aigua i tenen un comportament gregari.